# Língua de sinais tailandesa
A língua de sinais tailandesa (TSL, ou, em Portugal,  língua gestual tailandesa) é a língua de sinais nacional da Tailândia, da comunidade surda e é utilizada em praticamente todas as partes do país, por um número estimado de 56.000 pessoas surdas. A Língua de Sinais Thai foi reconhecida como "a língua nacional dos surdos na Tailândia", em Agosto de 1999, numa resolução assinada pelo Ministro da Educação, em nome do governo Royal Thai. Tal como acontece com muitas línguas, o meio de transporte para as crianças ocorre dentro das famílias, com os pais, e com os surdos, nas escolas para surdos. Um sólido processo de ensino entre crianças surdas tem sido documentados e fotografados na Escola Residencial Tailandesa para surdos.
A Língua de Sinais Thai relaciona - se com a língua de sinais americana, e pertence à mesma família linguística da ASL. Este parentesco é devido ao contacto entre as línguas e à crioulização que ocorreu ocorrido com a ASL, que foi introduzida em surdos em escolas na Tailândia na década de 1950 e, pelo menos, duas línguas indígenas de sinais, que estavam em uso na altura: Old Bangkok Sign Language e Old Chiangmai Sign Language. Estas línguas originais provavelmente foram desenvolvidas nas cidades mercado e em áreas urbanas onde os surdos têm oportunidade de se encontrarem. Elas são agora considerados línguas mortas, lembradas apenas pelos mais velhos subscritores, mas já não utilizados nas conversas quotidianas. Estas variedades linguísticas mais antigas podem estar relacionadas com as línguas do Vietname e Laos.
Existem outras línguas mortas no país, como a Língua de Sinais de Ban Khor.